# Призрени, Сахит
Сахит Призрени (алб. Sahit Prizreni; 23 февраля 1983, Кукес, Албания) — албанский и австралийский борец вольного стиля, призёр чемпионата мира и Европы, участник трёх Олимпийских игр.

## Карьера
28 августа 2004 года на Олимпийских играх в Афинах в групповом раунде провёл две схватки, сначала он потерпел поражение от Бесика Асланашвили из Греции, затем уступил Масуду Мустафе из Ирана, заняв итоговое 17 место. В сентябре 2007 года стал бронзовым призёром чемпионата мира в Баку. Был знаменосцем Албании на церемонии открытия Олимпийских игр 2008 года. 19 августа 2008 года на Олимпийских играх в Пекине в 1/8 финала уступил Базару Базаргуруеву из Кыргызстана, заняв в протоколе 15 место. 29 марта 2011 года он дошёл до финала чемпионата Европы в немецком Дортмунде, в котором проиграл россиянину Опану Сату, став серебряным призёром. В конце апреля 2012 года принимал участие на 1-й мировом олимпийском квалификационном турнире в китайском Тайюане, а в начале мая 2012 года во 2-й мировом олимпийском квалификационном турнире в Хельсинки, однако путёвку на Олимпийские игры в Лондоне не завоевал. С 2015 года выступает за Австралию. 3 апреля 2016 года в Алжире на Олимпийской квалификации Африка и Океании ему удалось добыть лицензию на Игры в Рио-де-Жанейро. В составе сборной Австралии он принимал участие на Олимпиаде 2016 года, где стал первым спортсменом, который был знаменосцем другой страны на Олимпийских играх. 21 августа 2016 года на Олимпиаде в весовой категории до 65 кг в 1/8 финала он уступил китайцу Ерланбеку Катейулы, заняв в итоговом протоколе 19 место. После Олимпиады завершил спортивную карьеру. 6 декабря 2020 года вступил в должность президента Албанской федерации борьбы.